# Nils Östensson
Nils Holger Östensson (ur. 29 kwietnia 1918 w Transtrand, zm. 24 lipca 1949 w Risberget) – szwedzki biegacz narciarski, dwukrotny medalista olimpijski.

## Kariera
Igrzyska w Sankt Moritz w 1948 roku był pierwszymi i zarazem ostatnimi igrzyskami w jego karierze. Wspólnie z Martinem Lundströmem, Gunnarem Erikssonem i Nilsem Täppem zdobył złoty medal w sztafecie 4 × 10 km. Na tych samych igrzyskach wywalczył także srebrny medal w biegu na 18 km techniką klasyczną, przegrywając jedynie ze swoim rodakiem Martinem Lundströmem.
W 1941 roku wystartował na mistrzostwach świata w Cortinie d'Ampezzo. Wraz z Carlem Pahlinem, Donaldem Johanssonem i Alfredem Dahlqvistem wywalczył srebrny medal w sztafecie 4 × 10 km. Na tych samych mistrzostwach razem z Wilhelmem Hjukströmem, Martinem Matsbo i Göstą Anderssonem triumfował w biegu patrolowym. Na konferencji we francuskim Pau w 1946 roku, FIS zadecydowała, że wyniki z mistrzostw w Cortinie d'Ampezzo nie oficjalnie uznawane, gdyż liczba zawodników była zbyt mała.
W 1949 roku zwyciężył na dystansach 18 i 50 km podczas zawodów Holmenkollen ski festival. W tym samym roku zginął w wypadku motocyklowym w Norwegii.

## Osiągnięcia

### Igrzyska olimpijskie
| Miejsce | Dzień       | Rok  | Miejscowość  | Konkurencja             | Wynik     | Strata | Zwycięzca        |
| ------- | ----------- | ---- | ------------ | ----------------------- | --------- | ------ | ---------------- |
| 2.      | 31 stycznia | 1948 | Sankt Moritz | 18 km stylem klasycznym | 1:13:50 h | +32 s  | Martin Lundström |
| 1.      | 3 lutego    | 1948 | Sankt Moritz | Sztafeta 4 × 10 km      | 2:20:16 h | -      | -                |